# Antonin Mikolašek
Antonin Mikolašek, češki liječnik, koji je početkom 20. stoljeća dugo godina službovao u Sutivanu. Pridonio je kulturnoj i turističkoj povijesti Sutivana tiskajući poznatu seriju razglednica i zalažući se da Sutivan postane poznato klimatsko lječilište. Na inicijativu njegova unuka Bohdana Mikolaška 2008. godine u Sutivanu održana velika proslava stoljetnice dolaska Antonina Mikolašeka u Sutivan koja je obilježena brojnim događanjima a nazočio joj je i tadašnji veleposlanik Češke Republike u Hrvatskoj Karel Kuehnl.